# Alien hand-syndromet
Alien hand-syndromet (även känt som anarchic hand eller Dr.Strangelove-syndromet) är en neurologisk sjukdom av typen apraxi som kännetecknas av att den drabbade upplever det som om handen eller armen har en egen vilja och företar sig handlingar bortom personens kontroll. Det är ett syndrom som en individ kan få efter att dess hjärnhalvor har skiljts åt från varandra genom till exempel kirurgiska ingrepp. Personer som lider av sjukdomen upplever att de inte har kontroll över den en ena av sina händer och att denna hand istället har en egen vilja.
Anarchic hand och alien hand-syndromet påminner om varandra men är olika sjukdomar. I båda fallen är det fråga om en oavsiktlig, men målmedveten och autonom rörelse hos armen eller handen. De som är drabbade av anarchic hand vet att det är deras hand, men är frustrerade över sina oönskade handlingar, medan de som är drabbade av alien hand-syndromet tar avstånd från handen och dess beteende som om handen inte tillhör dem.

## Symptom
Individer med syndromet kan ha kvar känsel i den drabbade handen. De upplever även att de förlorar förmågan att styra handen och att den istället agerar under egen influens, men däremot bibehåller de ägandekänslan. Handen upplevs ha en egen vilja, som kan särskiljas från reflexer genom att rörelserna inte uppvisar reflexkaraktär och är sporadiska. Ibland är de drabbade inte medvetna om vad handen gör tills en annan person uppmärksammar det eller att handen gör något som får den drabbades uppmärksamhet.

## Undertyper
Det finns flera undertyper av alien hand syndromet, de har alla gemensamt är att de är kopplade till någon form av hjärnskada.

### Corpus Callosum
Skador på hjärnbalken kan leda till att den icke dominanta handen gör meningsfulla rörelser, så som att sträcka sig eller greppa efter objekt, utan att den drabbade är medveten om det.

### Pannloben
Skador på pannloben kan leda till att den drabbades hand försöker greppa föremål. Om handen får tag på ett föremål kan det sedan vara svårt för den drabbade att släppa föremålet frivilligt.

## Behandling
Det finns ingen behandling för att helt bli av med alien hand syndromet men däremot finns det sätt att till viss mån kontrollera och minska symptomen genom att låta den drabbade handen hållas sysselsatt.